# Tlahualilo de Zaragoza
Tlahualilo de Zaragoza är en ort i Mexiko.   Den ligger i kommunen Tlahualilo och delstaten Durango, i den centrala delen av landet, 900 km nordväst om huvudstaden Mexico City. Tlahualilo de Zaragoza ligger 1 094 meter över havet och antalet invånare är 8 588.
Terrängen runt Tlahualilo de Zaragoza är platt. Runt Tlahualilo de Zaragoza är det glesbefolkat, med 9 invånare per kvadratkilometer. Tlahualilo de Zaragoza är det största samhället i trakten. Omgivningarna runt Tlahualilo de Zaragoza är i huvudsak ett öppet busklandskap.